# Tlapanèque
Le tlapanèque ou meꞌphaa est un groupe de langues oto-mangues parlées par les Tlapanèques dans l’État de Guerrero dans le sud du Mexique.

## Variantes
Ethnologue.com et SIL distingue quatre langues tlapanèques :
- tlapanèque d'Acatepec ou tlapanèque du sud-ouest
- tlapanèque d'Azoyu ou tlapanèque du sud
- tlapanèque de Malinaltepec ou tlapanèque bas-central
- tlapanèque de Tlacoapa ou tlapanèque du centre

L’Instituto Nacional de Lenguas Indígenas (INALI) du gouvernement mexicain distingue neuf langues tlapanèques :
- tlapanèque du sud (meꞌphaa tsíndíí)
- tlapanèque de l’ouest (tlapaneco)
- tlapanèque bas-central (meꞌphaa xkua ixi ridií)
- tlapanèque du sud-ouest (meꞌpaa wíꞌi in)
- tlapanèque de l’est (meꞌphaa bátháá)
- tlapanèque du centre (miꞌphaa míŋuíí)
- tlapanèque du nord (meꞌphaa xirágáá)
- tlapanèque du haut nord-est (meꞌphaa aguaa)
- tlapanèque du bas nord-est (meꞌphaa xmaꞌíín)

## Écriture
| majuscules | A | B | Ch | D | Dx | E | F | G | I | J | K | Kh | L | M | N | Ñ | Ŋ | O | P | Ph | R | S | T | Th | U | W | X | Y | Ꞌ |
| minuscules | a | b | ch | d | dx | e | f | g | i | j | k | kh | l | m | n | ñ | ŋ | o | p | ph | r | s | t | th | u | w | x | y | ꞌ |